# Liste der Einträge im National Register of Historic Places im Waushara County

Lage des Waushara County in Wisconsin

Die Liste der Einträge im National Register of Historic Places im Waushara County in Wisconsin führt alle Bauwerke und historischen Stätten im Waushara County auf, die in das National Register of Historic Places aufgenommen wurden.

## Legende
| NRHP | Historic Place    |
| HD   | Historic District |

## Aktuelle Einträge
| [ 2 ] | Name                                                                     | Bild                                                                     | Eintragsdatum        | Lage                                             | Ort                 | Beschreibung |
| ----- | ------------------------------------------------------------------------ | ------------------------------------------------------------------------ | -------------------- | ------------------------------------------------ | ------------------- | --- |
| 1     | Alanson M. Kimball House                                                 | Alanson M. Kimball House                                                 | 1988 ID-Nr. 88002023 | 204 Middleton Street 44° 9′ 10″ N, 89° 4′ 44″ W  | Pine River          | 1860 im Stil des Colonial Revival errichtetes Wohnhaus von Alanson M. Kimball (1827–1913), Abgeordneter des US-Repräsentantenhauses von 1875 bis 1877                                                                   |
| 2     | Waushara County Courthouse, Waushara County Sheriff's Residence and Jail | Waushara County Courthouse, Waushara County Sheriff's Residence and Jail | 1982 ID-Nr. 82000729 | 209 St. Marie Street 44° 4′ 25″ N, 89° 17′ 24″ W | Wautoma             | 1908 aus Backsteinen im Stil des Georgian Revival errichtetes Sheriffsgebäude und Gefängnis sowie daneben befindliches 1928 im neoklassizistischen Stil errichtetes Justiz- und Verwaltungsgebäude des Wauschara County |
| 3     | Whistler Mound Group                                                     | Whistler Mound Group                                                     | 1993 ID-Nr. 93000882 | County Highway FF 44° 7′ 43,8″ N, 89° 30′ 4″ W   | östlich von Hancock | Gruppe von Mounds aus der Zeit der späten Woodland-Periode |